# Modern Slaves
Modern Slaves è un cortometraggio muto del 1912 diretto da Phillips Smalley. La sceneggiatura del film, prodotto dalla Rex Motion Picture Company, è attribuita a Lois Weber.

## Trama
Phil Roberts lavorava come cassiere in una grande azienda che gli dava uno stipendio da fame e che lo incoraggiava, in tal modo, a non essere uno dei cassieri più onesti. Lui e la moglie vivevano al di sopra delle proprie possibilità, ridotti in schiavitù da un modo di vivere che non lasciava loro nessuna libertà. Il suo vicino di casa, Tom Crane, onesto, laborioso e ambizioso, lavorava per lo stesso stipendio, sudando sangue per pagare il mutuo della casa e fermandosi spesso in ufficio dopo l'orario di chiusura per procurarsi qualche soldo in più per il mantenimento della famiglia. Tom era un uomo frugale e attento, sua moglie una donna lavoratrice e modesta. Phil invitava spesso l'amico al suo club, ricevendone sempre un rifiuto. Ma le sue insistenze avevano alla fine indotto Phil ad accettare. Per presentarsi in maniera corretta in società, Phil aveva dovuto procurarsi un vestito nuovo, spesa che aveva inciso sul pagamento del mutuo. Uno degli ospiti l'aveva poi invitato insieme alla sua signora a un ricevimento, per il quale era previsto l'abito lungo. Altra spesa imprevista che aveva rimandato ancora una volta il pagamento del mutuo. Durante il party, Phil si era assentato per recarsi in ufficio dopo essersi conto che aveva bisogno di nuovi fondi. In ufficio, però, aveva trovato il suo datore di lavoro che, insieme al contabile, stava controllando i suoi libri. La mattina seguente, Tom ha trovato il corpo di Phil che aveva ancora in mano la pistola con cui si era sparato.

Quella sera, Tom e la moglie parlarono a lungo, giungendo alla conclusione che quella nuova vita dispendiosa (e pericolosa) non faceva per loro. Per sfuggire alla schiavitù, si poteva solo tornare alla povertà che era la ricchezza.

## Produzione
Il film fu prodotto dalla Rex Motion Picture Company.

## Distribuzione
Distribuito dalla Universal Film Manufacturing Company, il film - un cortometraggio di una bobina - uscì nelle sale cinematografiche statunitensi il 4 aprile 1912.